# 朴财明
朴财明（韓語：박재명，1981年12月15日—），韩国男子标枪运动员。他曾参加2004年夏季奥运会和2008年夏季奥运会男子标枪比赛，还曾获得2006年亚洲运动会男子标枪金牌。